# Chromocryptus phrix
Chromocryptus phrix là một loài tò vò trong họ Ichneumonidae.